# 50 Sagittarii
50 Sagittarii är en orange jätte i stjärnbilden Skytten.
50 Sagittarii har visuell magnitud +5,57 och är synlig för blotta ögat vid god seeing. Den befinner sig på ett avstånd av ungefär 430 ljusår.